# 胸帶刺蓋魚
胸帶刺蓋魚，為輻鰭魚綱鱸形目鱸亞目蓋刺魚科的其中一個種。

## 分布
本魚分布於東太平洋區，包括墨西哥、宏都拉斯、哥斯大黎加、薩爾瓦多、瓜地馬拉、巴拿馬、祕魯、哥倫比亞、厄瓜多等海域。

## 深度
水深6至12公尺。

## 特徵
本魚體卵形，側扁，吻鈍口小，幼魚體色褐色鑲以粗的黃色弧及細的藍色弧紋；成魚體褐色鑲以眾多的斑點，鰓後方有一月形斑。體長可達46公分。

## 生態
本魚棲息於珊瑚礁區，通常單獨出現，具有領域性，屬肉食性，以海綿、苔蘚蟲、珊瑚蟲、海鞘等為食。

## 經濟利用
為高價值觀賞魚，較少人食用。